# Patto di non aggressione estone-tedesco

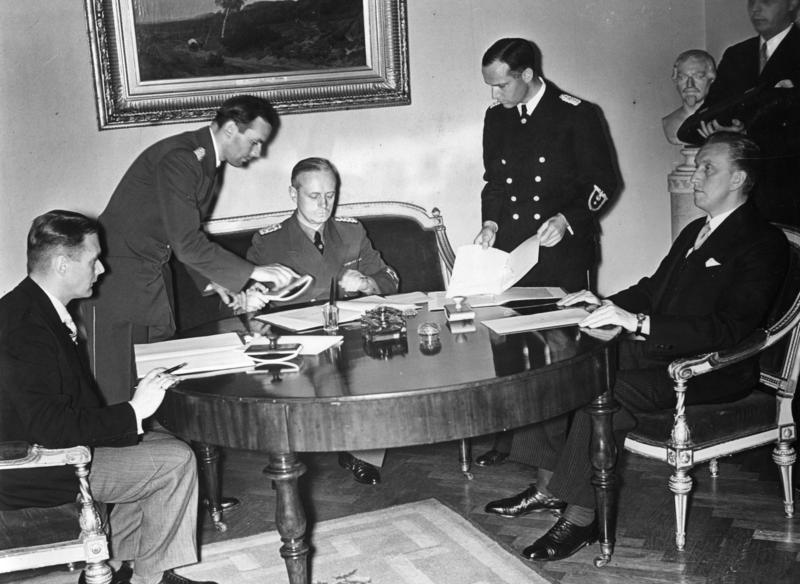
Firma del patto di non aggressione tedesco-estone e tedesco-lettone. A partire da sinistra: Vilhelms Munters, Ministro degli Affari Esteri lettone; Joachim von Ribbentrop, controparte tedesca; Karl Selter, controparte estone

Il patto di non aggressione tra Germania nazista ed Estonia era un accordo bilaterale firmato tra i due Paesi a Berlino il 7 giugno 1939. A sottoscriverlo furono i ministri degli esteri estone e tedesco Karl Selter e Joachim von Ribbentrop. Nello stesso giorno venne firmato anche il patto di non aggressione tedesco-lettone. Le ratifiche del patto estone-tedesco furono scambiate a Berlino il 24 luglio 1939 e divennero efficaci da quel preciso momento. L'atto è stato registrato nell'elenco dei trattati della Società delle Nazioni il 12 agosto 1939. Il periodo di vigenza previsto per il patto era decennale.

## Contenuto
Scopo dei patti era impedire impedire ad altre potenze occidentali o sovietiche di ottenere influenza negli Stati baltici circondando così la Germania; il patto di non aggressione con la Lituania fu concluso a marzo, dopo l'ultimatum tedesco del 1939 alla Lituania sulla regione di Klaipėda. Le tre nazioni avrebbero dovuto fungere da barriera contro qualsiasi intervento sovietico in un eventuale conflitto tra teutonici e polacchi.
La Germania nazista si dichiarò disponibile a firmare patti di non aggressione con Estonia, Lettonia, Danimarca, Finlandia, Norvegia e Svezia il 28 aprile 1939. Questi ultimi tre stati respinsero la proposta. Le prime bozze vennero preparate la prima settimana di maggio, ma il termine per la firma dei trattati slittò due volte a causa delle richieste di chiarimenti sui termini dell'atto da parte della Lettonia.